# Worth
Worth és una pel·lícula biogràfica del 2020 dirigida per Sara Colangelo a partir d'un guió de Max Borenstein i protagonitzada per Michael Keaton, Amy Ryan, Stanley Tucci, Tate Donovan, Shunori Ramanathan i Laura Benanti. La pel·lícula mostra la gestió per part de Kenneth Feinberg del Fons de Compensació a les Víctimes de l'11 de Setembre. La pel·lícula es va exhibir per primer cop al Festival de Cinema de Sundance el 24 de gener de 2020 i es va estrenar en una selecció limitada de cinemes i a Netflix a partir del 3 de setembre de 2021. S'ha doblat al català.